# Wang Bingyu
Wang Bingyu, född den 7 juli 1984 i Harbin, Kina, är en kinesisk curlingspelare.
Hon tog OS-brons i damernas curlingturnering i samband med de olympiska curlingtävlingarna 2010 i Vancouver.